# Leelah Alcorn
Pour l’article homonyme, voir Alcorn.
Leelah Alcorn (Kings Mills, Ohio, 15 novembre 1997 – Lebanon, Ohio, 28 décembre 2014) est une femme américaine transgenre dont le suicide, à l'âge de dix-sept ans, a suscité l’attention de la presse américaine et internationale. Leelah Alcorn a publié une lettre d’adieu sur son blogue Tumblr, dans laquelle elle décrit son parcours personnel et la transphobie familiale et sociétale l'ayant conduit à se donner la mort, donne ses derniers mots à ses proches et exprime son espoir que sa mort entraîne des changements sociétaux dans le rapport au genre et à la transidentité.

## Biographie
Assignée garçon à la naissance, Leelah Alcorn se sent être « une fille coincée dans le corps d'un homme » dès ses quatre ans. À l'âge de quatorze ans, elle s'identifie comme une femme trans et fait son coming-out à ses parents. Elle est élevée dans une famille conservatrice et chrétienne pratiquante, fréquentant l'Église de Cincinnati. En 2014, elle et sa famille vivaient en Ohio, à Kings Mills.  
N'acceptant pas cette identité, ses parents, Doug et Carla Alcorn, refusent de lui financer un traitement hormonal et une chirurgie et l'envoient dans une thérapie chrétienne de réorientation sexuelle, mais aucune psychothérapie ne lui est administrée pour soigner sa dépression.
En acte de défiance vis-à-vis de ses parents, elle fait un coming-out dans son lycée Kings High School, mais en se présentant comme un homme homosexuel, plutôt que comme femme trans. Si beaucoup ont bien accueilli ce coming-out dans son lycée, ce ne fut pas le cas de ses parents. Selon Leelah Alcorn elle-même : « Ils avaient l'impression que j'attaquais leur image, que je les embarrassais. Ils voulaient que je sois leur parfait petit garçon chrétien et hétérosexuel, mais ce n'était évidemment pas ce que je souhaitais. » Ses parents décident de la transférer dans une école privée en ligne, Ohio Virtual Academy, de lui interdire de sortir, de portable, des réseaux sociaux et de plusieurs autres formes de communication pendant cinq mois, aggravant ainsi sa solitude et sa dépression. Cette punition est, selon elle, un facteur majeur qui a conduit à son suicide.
Deux mois avant sa mort, Leelah Alcorn consulte Reddit, et demande si le traitement que ses parents lui infligent relève de la maltraitance sur mineur,,. Elle y révèle que bien que ses parents ne la maltraitent pas physiquement, « ils m'ont toujours parlé sur un ton très péjoratif » et « disaient des choses comme « Tu ne seras jamais une vraie fille » ou « Qu'est-ce que tu vas faire, baiser des garçons ? » ou
« Dieu t'enverra directement en enfer ! ». J'avais développé une haine de moi-même, j'étais chrétienne alors et je pensais que Dieu me détestait et que je ne méritais pas d'être en vie. » Elle ajoute : « Je faisais tout mon possible pour ne pas les décevoir et pour être un garçon hétérosexuel, mais je me suis ensuite rendu compte que je détestais la religion et mes parents. » Sur Reddit, Leelah Alcorn révèle aussi qu'elle prend des doses de l'antidépresseur Prozac de plus en plus importantes. Elle conclut en écrivant : « Aidez-moi s'il vous plaît, je ne sais ce que je peux faire et je ne tiendrai plus très longtemps. »
Non loin de l'endroit où Leelah Alcorn est décédée, son ordinateur est retrouvé. Il contient des conversations montrant qu'elle a envisagé de sauter du pont qui traversait l'Interstate 71 avant l'incident, mais est alors entrée en contact avec une ligne SOS et, selon ce qu'elle a dit à un ami, elle « a essentiellement pleuré toutes les larmes de [s]on corps pour parler pendant quelques heures à une dame ».

## Suicide
« Je n'en peux plus. Je ne pourrais jamais réussir ma transition, même si je quitte la maison. Je ne pourrais jamais être heureuse avec mon apparence ou ma voix. Je n'aurais jamais assez d'amis pour être satisfaite. Je n'aurais jamais assez d'amour pour être satisfaite. Je ne trouverais jamais d'homme qui m'aime. Je ne serais jamais heureuse. Où je vis le reste de ma vie en tant qu'homme isolé qui aurait souhaité être une femme où je vis en tant qu'une femme encore plus isolée qui se déteste. Je perds des deux côtés. Je ne peux pas m'en sortir. Je suis déjà assez triste, je n'ai pas envie que ça empire. Les gens disent « Tout ira mieux », mais ce n'est pas vrai dans mon cas. Ça empire. Chaque jour ça empire. C'est le fond du problème, c'est pourquoi j'ai envie de me tuer. Désolée si ce n'est pas une assez bonne raison pour vous, c'est une assez bonne raison pour moi. »

Se sentant aliénée, désespérément seule, n'ayant plus espoir de recevoir un traitement hormonal avant la fin de son adolescence, elle décide de se donner la mort en se jetant sous les roues d’un camion, sur l'autoroute Interstate 71 à quelques kilomètres de son domicile, le 28 décembre 2014. Au petit matin, la police a informé les médias qu'elle avait marché en direction du sud sur l'Interstate 71 près de Union Township (comté de Warren, Ohio) quand elle a été frappée par un semi-remorque juste avant 2 h 30 près de la sortie sud de Lebanon. Elle est morte sur place. Il est estimé que Leelah Alcorn a marché depuis la maison de ses parents entre quatre et six kilomètres avant d'être renversée.
Une enquête est lancée par le comté de Montgomery (Ohio), tandis que le corps de Leelah Alcorn est envoyé au médecin légiste du comté de Montgomery, où une autopsie est prévue. Le chauffeur du camion, Abdullahi Ahmed, n'est pas blessé.
Elle programme la publication d'un post sur son compte Tumblr à 17 h 30 le 28 décembre 2014, plusieurs heures après sa mort à 2 h 30 le même jour. Dans ce message, elle annonce son intention de se donner la mort et son souhait de léguer ses biens et son argent à une association de défense des personnes trans. Elle demande également à ce que la question de la transidentité soit abordée et enseignée dans les écoles. Sa publication se termine avec la phrase suivante : « Ma mort doit avoir une signification. Ma mort doit compter parmi le nombre de personnes transgenres qui se sont suicidées cette année. Je veux que chaque personne prenne connaissance de ce chiffre, se dise « Putain » et y réfléchisse. Réparez la société. S'il vous plaît. »
Le 30 avril 2015, l'enquête du comté de Montgomery (Ohio) est terminée et la mort de Leelah Alcorn est déclarée comme étant un suicide.

## Réactions

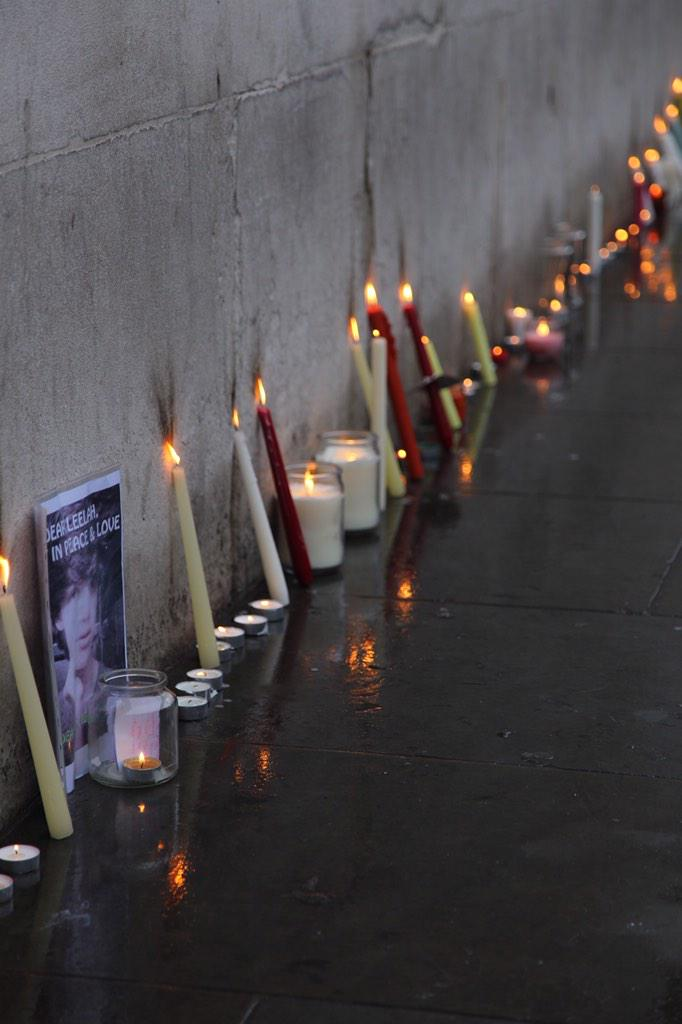
Bougies déposées sur Trafalgar Square en hommage à Leelah Alcorn.

Le suicide attire l'attention de la presse locale, des réseaux sociaux, des chroniqueurs de la presse en ligne et enfin des médias dominants aux États-Unis et à l'international. Des personnes LGBTI+ attirent l'attention sur la mort de Leelah Alcorn, la présentant comme une preuve des problèmes auxquels font face les adolescents trans et en profitent pour appeler à l'interdiction des thérapies de réorientation sexuelle, citant ses effets dévastateurs sur la santé psychologique des jeunes gens.
Quarante-huit heures après sa mort, son message posté sur Tumblr est vu 82 272 fois et, au matin du 31 décembre, il est reposté sur Tumblr près de 200 000 fois.  
À la suite de sa mort, les parents de Leelah Alcorn continuent de la considérer comme un « fils » et annoncent qu'elle est morte dans un accident de la circulation, s'attirant les foudres d’une partie des réseaux sociaux et de la presse.